# Jean Galia
Jean Galia (Monsieur Jean) fou un jugador de rugbi a 15 i de rugbi a 13, nascut el 20 de març del 1905 a Illa (Rosselló, Catalunya del Nord), mort el 1949 a Tolosa de Llenguadoc (Occitània).
Feia 1.80m. d'alçada, i 85 kg. de pes; era un jugador de segona línia del rugbi a XV, després es va fer per circumstàncies pròpies jugador i dirigent del rugbi a XIII.
Havent debutat als USOS Quillan abans de marxar a l'USAP, va migrar a Vilanuèva d'Òlt, d'on va esdevenir capità de l'equip de rugbi a 15 del Club Athlétique Villeneuvois (CAV XV) el 1930. Va ser criticat el gener del 1933 pels dirigents de la Federació Francesa de Rugbi (FFR), més per les males relacions que mantenia amb ells que per les seves discrepàncies envers les regles de l'amateurisme (a les quals en aquell temps molts dirigents francesos mantenien en discussió). Fou acusat d'haver comprat la transferència d'un jugador de la USAP (mentre feia el seu servei militar a Agen) a favor del CAV XV. Per aquest assumpte, el CAV XV va ser suspès de campionat de novembre del 1932 a maig del 1933 (el jove Màxim Rousié era llavors ja membre del CAV XV).
Contactat a l'hivern 1933 pels britànics de la RFL (que el consideraven com el millor davanter d'Europa de rugbi a 15), Galia va crear aviat el primer equip de tretze francès, amb el qual, el març del 1934, va fer una memorable gira per Angleterra (era a la vegada el capità i l'empresari d'aquell equip), que, anomenat els majordoms de Galia, estava format per 17 jugadors procedents del món del rugbi a quinze. J. Galia fou una de les 5 o 6 persones a l'origen del naixement del rugby a XIII francès que, en 6 anys (de juliol del 1934 a octubre del 1940), va reunir o crear de 155 a 160 clubs. El "neorugbi" podia esperar en els anys següents (per la sorpresa que suscità: joc ràpid, desenfrenat i partits internacionals) suplantar el rugby a XV a França (encara que havent perdut 105 clubs, la FFR encara en tenia 558 d'afiliats el 1939), ja que els Home Union britànics havien trencat tota relació amb la FFR amb motiu del seu pretès amateurisme quan, a finals d'octubre del 1940, va ser prohibit en els primers mesos del Règim de Vichy i de la seva Revolució nacional.
Jean Galia fou també, l'abril del 1934, el pare de l'expressió "joc a tretze" qué es fa servir també de vegades per referir-se al rugbi a XIII a França.